# Flugplatz Neuhausen

i7
i11
i13
Der Flugplatz Neuhausen (ICAO-Code: EDAP) ist ein deutscher Verkehrslandeplatz in Neuhausen zehn Kilometer südöstlich von Cottbus. Er ist ein ehemaliger Feldflugplatz der Luftwaffe und wurde nach dem Zweiten Weltkrieg als Ausbildungsplatz von der GST der DDR genutzt.

## Geschichte
Das Gelände des Platzes wurde 1935 von der Stadt Cottbus als Ersatz für den von der Luftwaffe 1933 übernommenen und bis dahin zivil genutzten Flugplatz Cottbus-Nord erworben. Im Jahr 1936 begannen die Planungen für eine Nutzung als Verkehrslandeplatz. Dazu kam es jedoch nicht mehr, denn ab 1938/39 übernahm die Luftwaffe dieses Gelände ebenfalls. Sie errichtete am Nordwestrand zwei kleine Flugzeughallen – eine davon transportabel – sowie einige Werkstätten und Unterkunftsbaracken. Zu der Zeit betrug die längste von Nordwest nach Südost verlaufende Rollstrecke des im Grundriss relativ ovalen Platzes 1280 Meter. Genutzt wurde Neuhausen von September 1939 bis September 1944 von der Flugzeugführerschule A/B 3 Guben und von November 1939 bis August 1942 von der Schule des Fluganwärterregiments 82 (Sch./FAR 82) Cottbus. Auch die Ergänzungsgruppe des JG 52 soll kurzzeitig am Platz gelegen haben. Mit Ansiedlung der Focke-Wulf GmbH am Cottbuser Flugplatz wurde Neuhausen etwa ab 1944 in deren Einflugbetrieb einbezogen. Im östlichen Teil erfolgte auch die Justierung und das Einschießen der Bordwaffen der auf dem Schienenweg nach Neuhausen überführten Fw-190- und Ta-152-Jagdflugzeuge. Am 16. Januar 1945 griffen um die Mittagszeit US-amerikanische Jäger vom Typ Mustang und Lightning den Platz mehrmals im Tiefflug an, wobei neben einer Fw 190 auch 14 Ta 152H zerstört wurden, die wegen ihrer großen Spannweite nicht in den schützenden Splitterboxen abgestellt werden konnten.
Kurz vor Kriegsende erfolgte am 23. Januar 1945 noch eine letzte Belegung durch den Stab und die II. Gruppe des mit Fw 190A-8 ausgerüsteten JG 4. Am 15. Februar verließen die letzten Luftwaffeneinheiten den Flugplatz, der am 20. April 1945 von der Roten Armee eingenommen und bereits zwei Tage später bis in den Mai hinein als Frontflugplatz von verschiedenen Jagdfliegereinheiten der sowjetischen Luftstreitkräfte in Betrieb genommen wurde. In den Jahren 1947/48 erfolgte die Demontage bzw. Sprengung der wenigen vorhandenen Gebäude.
Im Jahr 1952 übernahm die neugegründete GST das Areal und begann mit dem Bau eines Segelflugplatzes. Eine neue Flugzeughalle und einige Baracken wurden 1953/54 gebaut. Von Mai bis November 1956 wurde der erste GST-Motorfluglehrgang auf Jak-18 durchgeführt. Die Leitung der Ausbildung und des Flugplatzes hatte zu dieser Zeit Iris Wittig inne. Auch erfolgte zur gleichen Zeit unter sowjetischer Anleitung die Grundausbildung der ersten DDR-Fallschirmspringer mit einer Li-2. Die NVA plante 1959/60 den Ausbau zu einem Militärflugplatz „II. Klasse“ mit betonierter 2000-Meter-Landebahn in Richtung Südwest/Nordost. Das Vorhaben wurde nicht realisiert. Von 1962 bis 1964 wurde die heute noch genutzte Flugzeughalle mit angeschlossenem Tower und Werkstatt errichtet. In den folgenden Jahren entwickelte sich Neuhausen zu einem Flug- und Fallschirmausbildungszentrum der GST. Auch die 1968 bei der Kunstflug-Weltmeisterschaft siegreiche DDR-Auswahl mit Erwin Bläske trainierte am Platz. In den 1980er Jahren nutzte das in Cottbus stationierte KHG-3 das Gelände gelegentlich als Ausweichflugplatz.
Nach der politischen Wende und der darauffolgenden Auflösung der GST wurde das Areal 1991 an die Stadt Cottbus zurückgegeben und die Flugplatzgesellschaft Cottbus-Neuhausen mbH gegründet, die den Flugplatz bis heute betreibt. Bis Ende 2024 sollte der Flugplatz für rund 9,6 Millionen Euro ausgebaut werden; unter anderem sollte eine der Grasbahnen befestigt werden. Die befestigte Start- und Landebahn wurde im Juli 2025 in Betrieb genommen.